# Heckeldora
Heckeldora é um género botânico pertencente à família Meliaceae.